# マイガール (嵐の曲)
『マイガール』は、日本の男性アイドルグループ・嵐の通算28枚目となるシングル。2009年11月11日にジェイ・ストームから発売された。

## 概要
- 初回限定盤、通常盤の2種類での発売となり、それぞれ収録内容・ジャケット写真ともに異なる。
- 表題曲は、メンバーの相葉雅紀が出演しているテレビ朝日系金曜ナイトドラマ『マイガール』の主題歌である。なお、嵐名義でテレビ朝日の連続ドラマ主題歌を手掛けたのは「瞳の中のGalaxy」以来となり、同枠では初となった。また、「Beautiful days」などと同じく、嵐のシングル曲としては珍しく、テレビで披露される時は踊らず、場所を動くだけの演出となっている。
- また、両形態に収録されているカップリング曲「時計じかけのアンブレラ」は、メンバーの大野智が出演しているフジテレビ系ドラマ『0号室の客』の主題歌である。また、フジテレビ系でのドラマ主題歌はデビューシングルのカップリング「明日に向かって」以来約10年振りとなり、カップリング曲自体でのドラマタイアップも同曲以来となった。なお、曲中にはメンバーの櫻井翔のラップが含まれており、カップリング曲にラップが含まれているのは「Still...」以来である。
- 初回限定盤には、表題曲のビデオ・クリップ+メイキング映像を収録。
- 通常盤には、カップリング曲「スーパーフレッシュ」とオリジナル・カラオケ3曲を収録。

## その他
- PVは、嵐の5人が兄弟という設定となっており、「アオゾラペダル」以来2度目となるドラマ風の映像である。メンバーの台詞も含まれているが、相葉のみ台詞が存在しない。また、PVに登場する母親の写真は、メンバーの顔のパーツをそれぞれ合成したものである。(眉毛が大野、目が櫻井、鼻が相葉、口が二宮、輪郭が松本)
- PVの監督は、「君のために僕がいる」「Love so sweet」を手掛けた山口保幸。
- DVDにメイキング映像がついたのは2006年リリースの「アオゾラペダル」(ちなみにメイキングフィルムは初回限定盤Bに付属している)、2008年リリースの「Step and Go」以来となる。
- このシングルから「果てない空」まで全てのシングル（ただし、「Dear Snow」を除く）に、メイキング映像が収録されている。
- カップリング曲が2曲収録されているのは、2008年発売の「Beautiful days」以来であり、2009年では今作のみであった。

## 封入特典

### 初回限定盤
1. 全16P歌詞ブックレット

## チャート成績
発売前日にあたる2009年11月10日付のオリコンデイリーシングルチャートにて、推定売上枚数約17.8万枚を記録し、初登場で1位にランクインした。
2009年11月23日付のオリコン週間シングルチャートにて首位を獲得。首位獲得は「PIKA★★NCHI DOUBLE」から17作連続、通算24作目となった。初動売上は43.2万枚。この時点までの2009年度発売シングルでは3番目の初動売上となり、自身の「Believe/曇りのち、快晴」、「明日の記憶/Crazy Moon〜キミ・ハ・ムテキ〜」、「Everything」と合わせて2009年発売のシングル初動売上記録のトップ4を嵐の作品が独占した。累計売上は56.1万枚。
2009年11月度のゴールド等認定でダブル・プラチナに認定された。

## 収録曲

### CD
※「スーパーフレッシュ」以降、通常盤のみ収録。
1. マイガール [4:45]
作詞：Wonderland、作曲：多田慎也、編曲：Naoki-T
  - 相葉雅紀主演 テレビ朝日系ドラマ『マイガール』主題歌
2. 時計じかけのアンブレラ [3:54]
作詞：Sean-D、Rap詞：櫻井翔、作曲：Fredrik Hult・Robin Fredriksson・Mattias Larsson、編曲：Hisashi Nawata・Fredrik Hult・Robin Fredriksson・Mattias Larsson
  - 大野智出演 フジテレビ系ドラマ『0号室の客』主題歌

大野が振り付けを担当した。
元は「アンブレラ」ではなく「ラブソング」だった[4]。
3. スーパーフレッシュ [3:59]
作詞：Shigeo・Shun、作曲・編曲：Shigeo
大野が振り付けを担当した[5]。
4. マイガール（オリジナル・カラオケ）
5. 時計じかけのアンブレラ（オリジナル・カラオケ）
6. スーパーフレッシュ（オリジナル・カラオケ）

### DVD
※初回限定盤のみ
1. 「マイガール」ビデオ・クリップ＋メイキング

## 収録アルバム
- 僕の見ている風景（#1）
- ウラ嵐マニア（#2, 通常盤#3）
- 5×20 All the BEST!! 1999-2019（#1）
- ウラ嵐BEST 2008-2011（#2, 通常盤#3）

## 映像作品
マイガール
- ARASHI Anniversary Tour 5×10
- ARASHI 10-11 TOUR "Scene"〜君と僕の見ている風景〜 STADIUM
- ARASHI 10-11 TOUR "Scene"〜君と僕の見ている風景〜 DOME+
- ARASHI LIVE TOUR Popcorn
- ARASHI Live Tour 2013 “LOVE”
- ARASHI BLAST in Hawaii
- ARASHI Anniversary Tour 5×20
- This is 嵐 LIVE 2020.12.31

時計じかけのアンブレラ
- ARASHI アラフェス NATIONAL STADIUM 2012
- ARASHI アラフェス'13 NATIONAL STADIUM 2013
- アラフェス2020 at 国立競技場

スーパーフレッシュ
- ARASHI LIVE TOUR Popcorn